# Gli italiani e le donne
Gli italiani e le donne è un film del 1962, diretto da Marino Girolami.
Dopo L'ira di Achille, questo è il primo film di una trilogia a episodi comprendente anche La donna degli altri è sempre più bella e Le motorizzate.
Il film è suddiviso in un breve prologo e in cinque episodi.

## Trama
In un breve prologo una voce narrante indaga in chiave garbatamente ironica il gallismo vero e presunto degli italiani, fornendo a tal proposito cinque esempi.

### I galli del Colosseo
Nando, Giulio e un terzo giovane, stazionanti tra le Terme di Caracalla e il Colosseo, derubano a turno le turiste delle loro borsette per poter poi restituirle sperando di far colpo su di loro. Un giorno borseggiano una studentessa di colore, Evelyn, e Nando, fermato dai poliziotti, viene salvato dall'arresto dalla studentessa, che afferma di non conoscerlo. Tra Nando ed Evelyn nasce subito un'attrazione e si danno appuntamento quella sera stessa; lei s'impegna a procurare due sue amiche per Giulio e l'altro giovane. Convinti di una conquista sicura, i tre si presentano nel luogo convenuto, conoscono le donne ma presto si rendono conto di essere capitati in una riunione di adepti dell'Esercito della Salvezza, del quale Evelyn è un agente incaricata di redimere le anime traviate. Inorriditi, i tre ragazzi fuggono nella notte verso la Fontana di Trevi, dove abbordano tre turiste tedesche.

### La traversata di Milano
Il commendator Gino Caminada incontra Milena, la sua amante, in una sera milanese in automobile e decidono di andare a trascorrere la notte in un posto tranquillo. Girano per la città, ma un primo albergo risulta occupato, il secondo è davanti alla casa della donna e nel terzo è presente il cognato di lui con la sua donna e teme di essere riconosciuto. Decide di portarla a casa sua; entrati dentro il garage, la portinaia Cesira richiude dall'esterno il bandone lasciandoli intrappolati. Vengono liberati il mattino successivo: Gino vuole riportarla a casa e per evitare scandali la nasconde nel portabagagli rimasto aperto. Dopo aver attraversato tutta Milano viene fermato prima da un vigile che si accorge della presenza della donna e poi, in piena zona industriale, dalla Buoncostume che li ferma entrambi per atti osceni in luogo pubblico, nonostante in tutta la serata non abbiano combinato niente.

### L'abito non fa il monaco
Renato Nelli, un popolare attore di fotoromanzi, nella pineta di Fregene sta interpretando il ruolo di un sacerdote in "Dal Vaticano alle Ande", dopo aver conseguito successi con "La malattia del curato" e "Il mistero del prete in discesa". Al termine della scena, vorrebbe fare un bagno in mare e si scontra col regista, che gli rimprovera il suo successo anche in campo femminile. Non ritrova però i suoi vestiti e si reca in spiaggia in bicicletta con l'abito talare. Accanto alla sua cabina sta Claudia Caracci, donna piena di fascino e vincitrice di un concorso di bellezza, accompagnata da una zia anziana che la consiglia sulla sua difficile situazione con il marito. Sull'orlo della separazione, lei chiede consiglio al finto sacerdote per un eventuale ricorso al Tribunale della Sacra Rota e Renato le propone di incontrare l'avvocato fratello gemello del prelato. Una volta giunto a casa della donna, pregustando una facile avventura, viene presto riconosciuto dalla cameriera, appassionata lettrice di fotoromanzi e, in particolare, di "Lo sceicco sul comò". Claudia, dapprima indignata, una volta scoperta la sua identità finge di accettare le avance dell'attore; e nel letto ci fa trovare nel buio più completo la stessa cameriera, con la quale Renato farà l'amore.

### L'auto garçonniere
Il dottor Fabio De Calendis, che lavora nel settore navale, rientra a casa la sera da Lilia, sua moglie che gli ha preparato un piatto di gulasch. È più contento del solito poiché ha ottenuto un appuntamento con Carol, un'attrice che ha recentemente ottenuto successo col film "Vergine egiziana". Con la moglie discute di nautica e ha pronta la scusa dell'arrivo di una delegazione di rappresentanti navali per un pranzo ufficiale. Rassicurata la moglie, si incontra con l'attrice e la porta in un ristorante fuori città. L'uomo chiede al proprietario una camera per alloggiare con la donna, ma costui rifiuta perché ha già ricevuto visite dalla questura. Sono costretti a rifugiarsi nel bosco con l'automobile, e mentre la bacia appassionatamente arriva un gruppo di tre ladri che punta contro l'uomo una pistola. Sotto minaccia, si spogliano entrambi; lei rimane in sottoveste, lui in canottiera. I ladri fuggono con la loro automobile, e quando Carol si accorge che l'anello da lui donato è fasullo, lo pianta chiedendo un passaggio a un camionista. Rimasto solo, e con indosso un vestito da contadino rimediato da un irascibile fattore al quale aveva chiesto ospitalità, tenta di fare autostop ma l'automobilista lo scambia per un maratoneta in procinto di partecipare alle Olimpiadi di Tokyo. Si ferma un pullman, ma non ha i soldi per pagare il biglietto: alla richiesta del controllore, glielo paga un sacerdote seduto accanto a lui, che in seguito fugge appena si accorge che è mezzo nudo. Arrivato davanti a casa, si accorge di non avere le chiavi ed è costretto ad arrampicarsi fino alla finestra del bagno. Si mette nel letto accanto alla moglie dormiente, ma una sveglia che suona la ridesta; Lilia chiede spiegazioni sul ritardo, e lui risponde in maniera abbastanza evasiva. Il giorno seguente, dopo aver lavorato, torna a casa per mangiare il gulasch, ma stavolta la moglie gli mostra le prove del tradimento: i vestiti suoi e della donna ritrovati nell'automobile abbandonata nei pressi dell'Eur. Lo costringe a rivestirsi da contadino e arrivato davanti alla macchina un vigile lo blocca chiedendogli patente e documenti. Non avendoli con sé, Fabio chiede aiuto a Lilia, che non lo riconosce: al vigile non resta altro che condurlo al commissariato di polizia.

### Chi la fa, l'aspetti
In un mercato rionale romano, Cesare e Alberto, un verduraio e un macellaio, entrambi sposati, si contendono le grazie di una bella cliente: la spunta Alberto, molto più sveglio e prestante dell'amico e rivale. Strappa un appuntamento per una gita a Ostia, ma poi reputa più conveniente riceverla il pomeriggio seguente a casa di Cesare. Arrivano poi entrambe le loro mogli; quella di Cesare deve andare dal parrucchiere, mentre a Renata, la moglie di Arturo, viene detto che Alberto va da Cesare per preparare le schedine del Totocalcio. La mattina seguente Renata si presenta a casa di Cesare, subodorando un tradimento da parte di Alberto; prima di vendicarsi vuole avere le prove. Il verduraio incomincia a corteggiarla, ma sul più bello alla donna si strappa il vestito, rimanendo quasi in reggiseno. Costretta a cambiarsi, si chiude dentro l'armadio e intanto passano da casa sia Alberto, convinto che Cesare abbia un'avventura galante, e poi la moglie di Cesare, che ha deciso di andare da un altro parrucchiere e cambia vestiti per il troppo caldo. Alla fine Cesare non combina niente con Renata, che si allontana insieme con Alberto. La moglie, rientrata dal parrucchiere con una vaporosa pettinatura, riconsegna il portafogli ormai vuoto al marito.

## Distribuzione
Il film venne presentato alla Commissione di Revisione Cinematografica, presieduta da Ruggero Lombardi, il 13 dicembre 1962 e ottenne il visto censura n. 39.072 del 15 dicembre 1962 con il divieto ai minori di 14 anni per qualche situazione scabrosa e boccaccesca, nonché per la licenziosità del linguaggio. La lunghezza della pellicola (la Ferrania P. 30) venne fissata a 3.116 metri. Lo sviluppo e la stampa venne curato dalla Tecnostampa, la sincronizzazione è curata dalla Nis Film. La prima proiezione avvenne il 21 dicembre 1962 e l'incasso fu di 279 000 000 di lire. Non risulta iscritta al Pubblico registro cinematografico. Invedibile per diversi anni, il film è stato pubblicato in DVD in un'edizione che ha per contenuto extra il trailer originale. Passa praticamente inosservato da parte della critica.

## Luoghi ripresa
Il film venne girato negli studi In.Ci.R.-De Paolis, con esterni a Roma, Milano (2º episodio) e Fregene (3º episodio).

## Altri tecnici
- Arredatore: Adele Tosi
- Direttore di produzione: Carlo Moscovini
- Ispettore di produzione: Elio Ottaviani
- Segretari di produzione: Francesco Orefici, Ugo Novello
- Segretario di edizione: Maurizio Mancini
- Operatore di ripresa: Calogero La Marca
- Assistente operatore: Renato Lomiry
- Fonici: Adriano Taloni, Claudio Maielli
- Aiuto regista: Renzo Girolami[2]

## Critica
(Vice, La Notte, 28 dicembre 1962)
(Giancarlo Zappoli, MyMovies)